# Liste der Kulturdenkmale in Neubrunn (Thüringen)
Die Liste der Kulturdenkmale in Neubrunn (Thüringen) umfasst die als Ensembles, Straßenzüge und Einzeldenkmale erfassten Kulturdenkmale in der thüringischen Gemeinde Neubrunn im Landkreis Schmalkalden-Meiningen mit dem Stand vom 24. Februar 2025.
Die Angaben in der Liste ersetzen nicht die rechtsverbindliche Auskunft der zuständigen Denkmalschutzbehörde.

## Legende
- Bild: zeigt ein Bild des Kulturdenkmals und gegebenenfalls einen Link zu weiteren Fotos des Kulturdenkmals im Medienarchiv Wikimedia Commons
- Bezeichnung: Name, Bezeichnung oder die Art des Kulturdenkmals
- Lage: Wenn vorhanden Straßenname und Hausnummer des Kulturdenkmals; Grundsortierung der Liste erfolgt nach dieser Adresse. Der Link Karte führt zu verschiedenen Kartendarstellungen und nennt die Koordinaten des Kulturdenkmals.
 Kartenansicht, um Koordinaten zu setzen – in dieser Kartenansicht sind Kulturdenkmale ohne Koordinaten mit einem roten bzw. orangen Marker dargestellt und können in der Karte gesetzt werden. Kulturdenkmale ohne Bild sind mit einem blauen bzw. roten Marker gekennzeichnet, Kulturdenkmale mit Bild mit einem grünen bzw. orangen Marker.
- Datierung: gibt das Jahr der Fertigstellung beziehungsweise das Datum der Erstnennung oder den Zeitraum der Errichtung an
- Beschreibung: bauliche und geschichtliche Einzelheiten des Kulturdenkmals, vorzugsweise die Denkmaleigenschaften
- ID: Die ID identifiziert das Kulturdenkmal eindeutig. In Thüringen sind aktuell keine IDs veröffentlicht. In der ID-Spalte kann sich auch folgendes Icon  befinden, dies führt zu Angaben zu diesem Kulturdenkmal bei Wikidata.

## Ensemble
| Bild | Bezeichnung                                 | Lage                                                                                   | Datierung | Beschreibung | ID |
| ---- | ------------------------------------------- | -------------------------------------------------------------------------------------- | --------- | --- | -- |
| BW   | Bauliche Gesamtanlage Historischer Ortskern | Augasse, Kirchstraße, Meininger Straße, Mittelstraße, Oberdorf, Vorstadtstraße (Karte) |           | bestehend aus Augasse 1, 2, 3, 4, 5, 7, 9; Kirchstraße 1, 2, 4, 5, 6, 7, 9; Meininger Straße 3, 4; Mittelstraße 3, 9, 11; Oberdorf 2, 3, 13; Vorstadtstraße 1, 2, 3, 4, 6 |    |

## Einzeldenkmale in Neubrunn
| Bild                                    | Bezeichnung                 | Lage                                | Datierung | Beschreibung                                                           | ID |
| --------------------------------------- | --------------------------- | ----------------------------------- | --------- | ---------------------------------------------------------------------- | -- |
| BW                                      | Gehöft                      | Augasse 5 (Karte)                   |           |                                                                        |    |
| BW                                      | Kellerhaus                  | Bibraer Weg 1 (Karte)               |           | Flurstück 123                                                          |    |
| BW                                      | Wohnhaus                    | Kirchstraße 4 (Karte)               |           |                                                                        |    |
| BW                                      | Keller                      | Kirchstraße 5 (Karte)               |           |                                                                        |    |
| BW                                      | Wohnhaus                    | Kirchstraße 6 (Karte)               |           |                                                                        |    |
| BW                                      | Nebengelass                 | Kirchstraße 6 (Karte)               |           |                                                                        |    |
| BW                                      | Alte Schule                 | Kirchstraße 7 (Karte)               |           |                                                                        |    |
| weitere Bilder Fotos hochladen          | Evangelische Kirche         | Kirchstraße 9 (Karte)               |           | Wehrkirche mit Bering und Gadenkellern samt künstlerischer Ausstattung |    |
| BW                                      | Kirchhof                    | Neubrunn, Kirchstraße 9 (Karte)     |           |                                                                        |    |
| BW                                      | Gefallenendenkmal           | Neubrunn, Kirchstraße 9 (Karte)     |           |                                                                        |    |
| BW                                      | Transformatorenturm         | Meininger Straße (Karte)            |           | links von Flurstück 176/3, an der Jüchse, neben Meininger Straße 4a    |    |
| BW                                      | Brücke                      | Meininger Straße (Karte)            |           |                                                                        |    |
| BW                                      | Wohnhaus                    | Meininger Straße 3 (Karte)          |           |                                                                        |    |
| BW                                      | Gasthaus „Zur Sonne“        | Meininger Straße 4 (Karte)          |           | Gasthaus mit Ausstattung und Nebengelassen                             |    |
| BW                                      | Hofanlage                   | Mittelstraße 11 (Karte)             |           |                                                                        |    |
| BW                                      | Alte Mühle                  | Mühlgasse 7 (Karte)                 |           | Mühle mit Ausstattung                                                  |    |
| BW                                      | Wohnhaus                    | Oberdorf 2 (Karte)                  |           |                                                                        |    |
| BW                                      | Ehemaliges Brauhaus         | Vorstadtstraße 2 – 4 (Karte)        |           |                                                                        |    |
| BW                                      | Brunnenkasten               | Vorstadtstraße 4 (Karte)            |           | Flurstück 168                                                          |    |
| BW                                      | Brunnenhäuser               | Wölfershäuser Straße (Karte)        |           |                                                                        |    |
| BW                                      | vertikale Wohnstallhäuser   | Wölfershäuser Straße 15, 17 (Karte) |           | Flurstücke 145/4, 146/2                                                |    |
| BW                                      | Wegweiserstein              | Meininger Straße (Karte)            |           | Ecke Kirchstraße/Augasse/Meininger Straße                              |    |
| BW                                      | Quellfassung mit Ruhebänken | Straße Obermaßfeld-Neubrunn (Karte) |           | Flurstück 310                                                          |    |
| Direkt Bild zu diesem Denkmal hochladen | Brunnenhaus                 | Bei den Drachenwiesen               |           | Flurstück 218/4                                                        |    |

## Ehemalige Kulturdenkmale
| Bild                                    | Bezeichnung    | Lage                  | Datierung | Beschreibung                                 | ID |
| --------------------------------------- | -------------- | --------------------- | --------- | -------------------------------------------- | -- |
| BW                                      | Gutshof        | Kirchstraße 2 (Karte) |           | Pachterhof der Herren von Bibra              |    |
| Direkt Bild zu diesem Denkmal hochladen | Tagelöhnerhaus | Kirchstraße 2         |           | auch Bestandteil des Gutshofes, Flurstück 74 |    |